# 新宿歌舞伎町ディスコナンパ殺傷事件
新宿歌舞伎町ディスコナンパ殺傷事件（しんじゅくかぶきちょうディスコナンパさっしょうじけん）は、1982年（昭和57年）6月6日白昼に千葉県千葉市横戸町(現:花見川区横戸町)で二人の女子中学生が何者かに殺傷された強盗殺人事件。一名が死亡、一名は軽傷で保護された。
犯人が検挙されないまま公訴時効を迎えた未解決事件。

## 事件の概要
事件の被害者となったA、B（いずれも事件当時14歳）は茨城県古河市内の中学校に通う同級生であった。1981年12月、Aが一緒に暮らしていた祖父が亡くなったのを機に母親が住む東京都港区白金台3丁目に引越し、港区立高松中学校に転校。1982年5月に入りBがAの自宅に遊びに来たが5月30日から一緒に出かけたまま行方不明になっており、6月4日にAの母親が地元の警察署に捜索願を出していた。事件前日でもある4日に二人は、ディスコで知り合った女友達の自宅がある東京都足立区に泊まっていた。
1982年6月5日夜から翌6日朝にかけ、家出中のA、Bは東京都新宿区歌舞伎町内の「1+1」などのディスコや喫茶店など数軒で遊び、途中のゲームセンターで若い男に声をかけられた。A、Bは男と新宿駅東口のマクドナルドに立ち寄ってジュースを飲み、帰り際に「一緒にドライブに行こう」と男に誘われたA、Bは午前4時30分頃に男の運転する乗用車に乗り、都内のゲームセンターなどで遊んだ後に千葉県方面へ向かった。
犯行現場となった千葉県千葉市横戸町(現:花見川区横戸町)に到着するまでにBは車中で眠ってしまった。物音がしてBが起きると、Aの姿がないことに気がつき不審に思うも、男に誘われそのまま散歩に出かける。するといきなり男に後ろから殴られ、悲鳴を上げると首を絞められて失神する。その間に男は姿を消し、目を覚ますと花見川サイクリングロード脇の笹薮の中にAの死体があるのを発見。6月6日午前11時50分頃、現場を通りかかった通行人が通報したことにより事件が発覚した。
Bは病院に搬送されたが、打撲などの軽傷で助かった。

## 捜査

### 犯行の状況
1982年6月7日、千葉大学法医学教室にてAの司法解剖が行われ、Aの死因は首を切られたことによる失血であることが判明した。また、Aは首を切られた後に両足のアキレス腱が切断されていた。Aの検視の結果やBの怪我の状況から、二人が男に襲われた時刻は午前8時以前と推定された。
事件後すぐに千葉県警と警視庁の合同捜査本部が設置され、殺人・殺人未遂の容疑で捜査が実施された。犯行現場となった千葉県千葉市横戸町1255付近（現、千葉市花見川区）は国道16号から約200メートルほど入ったところで小高い山になっており、普段は人通りも少なく人家もない場所だった。このことから、犯人は犯行現場に土地勘があるものと思われた。
凶器となった刃物は、黒いプラスチックの柄のついた10.2センチメートルの果物ナイフで、6月9日にAと同じA型の血液がついた状態で現場の笹薮の中から見つかった。また、二人の首を絞めるのに利用したと思われる空色のビニル製ホース1本も発見された。

### 犯人の捜査
捜査の過程で、Aのショルダーバッグ内にあった現金約2万円がなくなっていた。また、Aの死体があった場所付近に人が押し倒されたような跡も見つかった。よって犯行の動機は、犯人が強盗目的などでAを襲おうとしたところを抵抗されたために刺し殺し、事件の発覚を恐れBの首を絞めて殺そうとしたもの、と推測された。一方で、犯人があらかじめ車内に殺害に使う道具を準備していたことなどから、快楽殺人説も疑われた。
事件後、犯人の似顔絵が多数手配され、新宿区歌舞伎町のディスコやゲームセンターに捜査員が派遣された。またAが事件前のゴールデンウィーク頃から、暴走族仲間とオートバイを乗り回したりして遊び、これらのグループでディスコに通っていたことも判明した。さらに犯行現場となった千葉市横戸町は地元警察のパトロールが行き渡らず、暴走族などの集会が頻繁に行われていたことから、暴走族関係者も捜査対象となった。
しかし犯人は特定されず、公訴時効を迎えた。

## 犯人の特徴
Bの証言から犯人の特徴は、
- 20歳から25、6歳
- 身長約170センチメートル
- 浅黒い丸顔、目尻が上がった大きな目と太い眉毛、首まで伸びたパーマ、サングラスをかけていた
- 白地に赤い線の入ったシャツに紺色のズボンを着用
- 運転していたのは赤か小豆色で2000ccクラスの4ドアの乗用車。前照灯は角型、品川ナンバーで「真新しい感じ」でスポーツカー風
- 「俺はXX大学の学生」（Bは大学名までは覚えていなった）、「姉と弟がいるが、現在は姉と二人暮らし」、「弟は女の子によくもてる」、「車は親に買ってもらった」などと話す

犯人のものと思われる足跡も発見され、靴は25から26センチーメートルのアメリカ製バスケットシューズで、当時約7社が製造していたが、一部が国内で委託製造しているものと特定された。
乗用車に関しては、新宿区歌舞伎町や犯行現場付近で同色の日産・グロリアが目撃されていた。

## 影響
この事件の報道により、違反とされていた深夜営業を行っていた歌舞伎町内のディスコ業者に、犯罪・非行防止のために行政指導が入った。